# Argument de la mauvaise conception
L'argument de la mauvaise conception, également appelé argument du mauvais design ou argument dystéléologique, est une argumentation s'opposant à l'existence d'un Dieu créateur de la vie. Elle stipule qu'un ou des dieux omnipotents et infiniment bons (en) ne créeraient pas d'organismes avec des tares de conception telles celles observées dans la nature.
L'argument est structuré comme un modus ponens de base : si la « création » contient de nombreux défauts, alors le dessein apparaît comme une théorie invraisemblable sur l'origine de l'existence terrestre. Cependant, les partisans de l'argument utilisent le plus souvent celui-ci d'une manière plus faible : non pas dans le but de réfuter l'existence de Dieu, mais plutôt comme une réduction par l'absurde de l'argument du design, qui suggère que les êtres vivants semblent trop bien formés pour n'être que le fruit du hasard et que leur forme a été conçue par l'intervention d'un ou plusieurs dieux.

## Historique

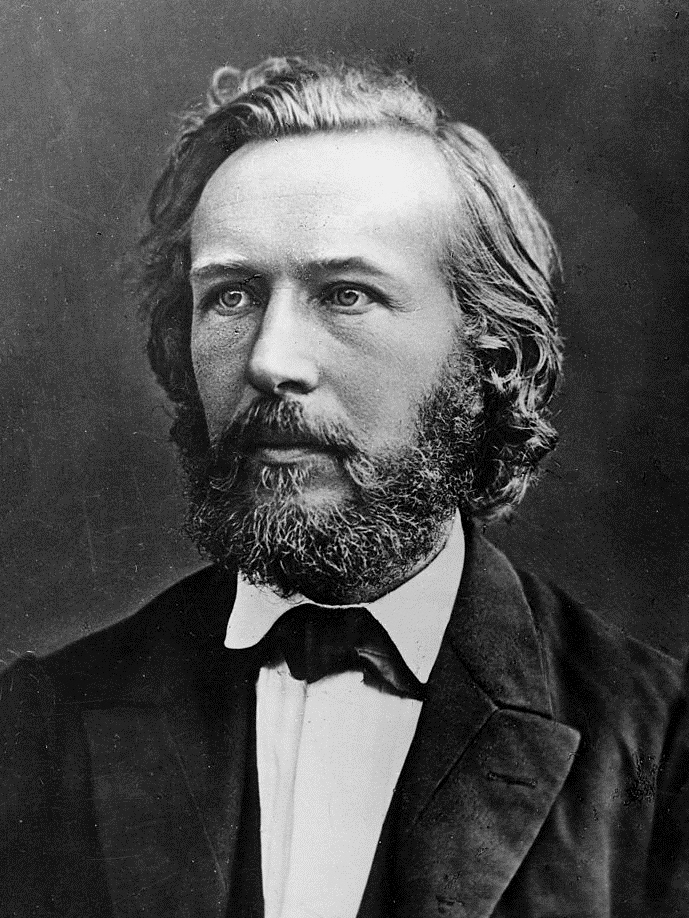
Ernst Haeckel en 1860.

L'expression « argument d'une mauvaise conception » est peu utilisée. On réfère généralement à ce type d'argument avec des expressions telles que « mauvaise conception », « conception sous-optimale », « conception inintelligente » ou « dystéléologie/dystéléologique ». Ces dernières expressions font référence au vocabulaire utilisé par le biologiste du XIXe siècle Ernst Haeckel pour désigner des organes si rudimentaires qu'ils ont inutiles à la vie d'un organisme.
En 2005, Donald Wise, de l'Université du Massachusetts à Amherst, popularise le terme « conception incompétente » (pour faire écho à la « conception intelligente ») pour décrire les aspects de la nature considérés comme imparfaits dans la conception.

## Sélection naturelle

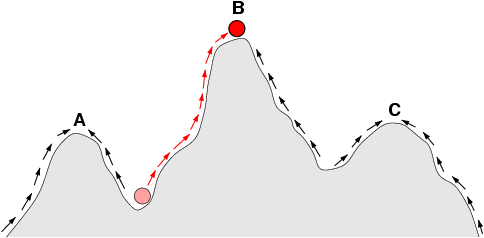
On s'attend à ce que la sélection naturelle pousse la conception physique à un sommet, mais ce sommet n'est souvent pas le plus élevé, et les régressions sont cycliques.

Une « mauvaise conception » est cohérente avec les prédictions de la théorie scientifique de l'évolution par sélection naturelle. Cela prédit que les fonctionnalités qui ont été développées pour certaines utilisations sont ensuite réutilisées ou cooptées pour d'autres utilisations, ou complètement abandonnées. Cet état sous-optimal est dû à l'incapacité du mécanisme héréditaire à éliminer les vestiges particuliers du processus évolutif.
En termes de paysage adaptatif, la sélection naturelle poussera toujours « vers le haut de la colline », mais une espèce ne peut normalement pas passer d'un sommet inférieur à un sommet supérieur sans d'abord traverser une vallée.
L'argument de la mauvaise conception a été utilisé par Charles Darwin pour soutenir l'évolution. Ses partisans modernes incluent Stephen Jay Gould, Richard Dawkins et Nathan H. Lents (en). Ceux-ci soutiennent que ces caractéristiques peuvent s'expliquer par la nature progressive et cumulative du processus évolutif.

## Contrarguments
Les réponses théologiques chrétiennes traditionnelles postulent généralement que Dieu a construit un univers parfait, mais que l'utilisation abusive par l'humanité de son libre arbitre pour se rebeller contre Dieu a abouti à la corruption du bon dessein divin,,. La conception apparemment sous-optimale des organismes a également été utilisée par les évolutionnistes théistes (en) pour plaider en faveur d'une divinité créatrice qui utilise la sélection naturelle comme mécanisme de sa création.
Les partisans d'une mauvaise conception considèrent les contre-arguments comme un faux dilemme, imposant que soit une divinité créatrice a bien conçu la vie sur terre, soit que des défauts de conception indiquent que la vie n'est pas conçue. Cela permet aux partisans du dessein intelligent de sélectionner quels aspects de la vie constituent le design, ce qui conduit à l'irréfutabilité de la théorie. Les partisans chrétiens du dessein intelligent et du créationnisme peuvent affirmer qu'un bon dessein indique l'intelligence créatrice de leur Dieu, tandis qu'un mauvais dessein indique une corruption du monde résultant du libre arbitre qui a provoqué la chute de l'homme (par exemple, dans Genèse 3 : 16). Yahweh dit à Ève « J'augmenterai tes ennuis pendant la grossesse »).

## Exemples

### Chez les humains
« 27. Dieu créa l'homme à son image, il le créa à l'image de Dieu, il créa l'homme et la femme. »

— Genèse 1,26–

#### Des faiblesses fatales

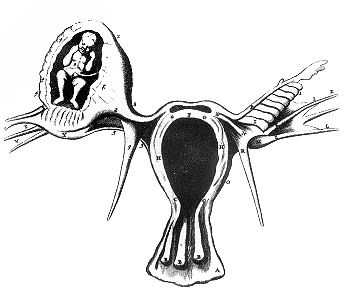
Représentation artistique d'une grossesse extra-utérine. Les critiques citent ces phénomènes biologiques courants comme étant contradictoires avec « l' ».

Le scientifique américain Nathan H. Lents a publié en 2018 le livre Human Errors à propos de mauvaises conceptions au sein du corps et du génome humains. Abondamment commenté,,, le livre expose plusieurs défauts qui peuvent entraîner la mort, surtout sans soins médicaux modernes :
- chez la femme humaine, un ovule fécondé peut s'implanter dans la trompe de Fallope, le col de l'utérus ou l'ovaire plutôt que dans l'utérus, provoquant une grossesse extra-utérine. L'existence d'une cavité entre l'ovaire et la trompe de Fallope pourrait indiquer une conception défectueuse du système reproducteur féminin. Avant la chirurgie moderne, la grossesse extra-utérine entraînait invariablement la mort de la mère et du bébé. Même à l'époque moderne, dans presque tous les cas, la grossesse doit être interrompue pour sauver la vie de la mère ;
- chez la femme humaine, le canal génital passe par le bassin . Le crâne prénatal se déformera dans une mesure surprenante. Cependant, si la tête du bébé est nettement plus grande que l'ouverture pelvienne, le bébé ne peut pas naître naturellement. Avant le développement de la chirurgie moderne (césarienne), une telle complication entraînait la mort de la mère, du bébé, ou des deux. D'autres complications de l'accouchement, telles que l'accouchement par le siège, sont aggravées par cette position du canal génital ;
- chez l'homme, les testicules se développent initialement dans l'abdomen. Plus tard pendant la gestation, ils migrent à travers la paroi abdominale jusqu'au scrotum. Cela provoque deux points faibles dans la paroi abdominale où des hernies peuvent se former ultérieurement. Avant les techniques chirurgicales modernes, les complications des hernies, telles que l'occlusion intestinale et gangrène, entraînaient généralement la mort[12] ;
- l'existence du pharynx, un passage utilisé à la fois pour l'ingestion et la respiration, avec pour conséquence une augmentation drastique du risque d'étouffement ;
- le réflexe respiratoire n'est pas stimulé directement par l'absence d'oxygène mais indirectement par la présence de dioxyde de carbone. Le résultat est qu'à haute altitude, une privation d'oxygène peut survenir chez des individus inadaptés qui n'augmentent pas consciemment leur rythme respiratoire ;
- l'appendice humain est un organe vestigial qui, s'il possède encore un rôle, ne semble pas mériter le risque mortel qu'il représente s'il s'infecte sous forme d'appendicite ;
- les acouphènes, qui sont une sensation auditive fantôme, sont une mésadaptation résultant d'une perte auditive le plus souvent causée par une exposition à un bruit intense[13]. Ils n'ont aucune utilité pratique et réduisent la qualité de vie. Ils peuvent provoquer une dépression et, lorsqu'ils sont graves, peuvent conduire au suicide[14].

#### Autres défauts
- Des nerfs et des muscles à peine utilisés, comme le muscle plantaire du pied[15], qui manquent chez une partie de la population humaine et sont systématiquement récoltés comme pièces de rechange en cas de besoin lors des opérations. Un autre exemple est celui des muscles qui font bouger les oreilles, que certaines personnes peuvent apprendre à contrôler dans une certaine mesure, mais dont l'utilité est discutée[16].
- La colonne vertébrale humaine est jugée particulièrement mal conçue et est sujette à des scolioses, sciatiques ou un désalignement congénital des vertèbres. De plus, la moelle épinière ne peut jamais guérir correctement si elle est endommagée, car ses neurones sont devenus si spécialisés qu'ils ne sont plus capables de repousser une fois qu'ils ont atteint leur état de maturité. Si elle est brisée, la moelle épinière ne se répare jamais d'elle-même et entraîne une paralysie permanente[17].
- Presque tous les animaux et plantes synthétisent leur propre vitamine C, mais les humains ne le peuvent pas car le gène de cette enzyme est défectueux (pseudogène ΨGULO (en))[18]. Le manque de vitamine C entraîne des maladies telles le scorbut et peut éventuellement mener à la mort. Le gène est également non fonctionnel chez d'autres primates et chez les cochons d'Inde, mais il est fonctionnel chez la plupart des autres animaux[19].
- La prévalence des maladies congénitales et des troubles génétiques tels que la maladie de Huntington.
- L'urètre masculin traverse directement la prostate, ce qui peut entraîner des difficultés urinaires si la prostate gonfle[20].
- Dents encombrées et mauvais drainage des sinus, car les visages humains sont nettement plus plats que ceux des autres primates, bien que les humains partagent la même denture. Cela entraîne un certain nombre de problèmes, notamment au niveau des dents de sagesse, qui peuvent endommager les dents voisines ou provoquer de graves infections de la bouche[21].
- La structure des yeux humains (ainsi que ceux de tous les vertébrés). La rétine est « à l'envers ». Les nerfs et les vaisseaux sanguins se trouvent à la surface de la rétine plutôt que derrière celle-ci, comme c'est le cas chez de nombreuses espèces d'invertébrés. Cette disposition impose un certain nombre d'adaptations complexes et donne aux mammifères un angle mort[22]. Avoir le nerf optique connecté au côté de la rétine qui ne reçoit pas la lumière, comme c'est le cas chez les céphalopodes, permettrait d'éviter ces problèmes[23].
- Les humains sont attirés par les ingrédients non nutritifs de la malbouffe, et même par les drogues psychoactives totalement non nutritives, voire dommageable pour l'organisme. Le développement d'une dépendance physique à ces substances va dans le même sens.

### Autre formes de vie
- Chez le criquet africain, les cellules nerveuses naissent dans l'abdomen mais se connectent à l'aile. Cela conduit à un gaspillage de matériel biologique[12].
- Les dispositifs reproducteurs complexes des orchidées, apparemment construits à partir de composants ayant généralement des fonctions différentes dans d'autres fleurs.
- L'utilisation, par les pandas, de leurs os sésamoïdes radiaux élargis d'une manière similaire à la façon dont d'autres créatures utilisent leurs pouces[12].
- L'existence d'ailes inutiles chez les oiseaux incapables de voler, par exemple les autruches[24].
- Le trajet du nerf laryngé récurrent est tel qu'il se déplace du cerveau au larynx en faisant une boucle autour de la crosse aortique. Cette même configuration est vraie pour de nombreux animaux ; dans le cas de la girafe, cela se traduit par une vingtaine de pieds de nerf supplémentaire.
- L'enzyme RuBisCO a été décrite comme une enzyme « notoirement inefficace »[25] car elle est inhibée par l'oxygène, a un renouvellement très lent et n'est pas saturée aux niveaux actuels de dioxyde de carbone dans l'atmosphère. L'enzyme est inhibée car elle est incapable de faire la distinction entre le dioxyde de carbone et l'oxygène moléculaire, l'oxygène agissant comme un inhibiteur compétitif de l'enzyme. Cependant, RuBisCO reste l'enzyme clé dans la fixation du carbone, et les plantes surmontent sa faible activité en en possédant des quantités massives dans leurs cellules, ce qui en fait la protéine la plus abondante sur Terre[26].
- Os robustes, mais lourds, inadaptés au vol, présents chez des animaux comme les chauves-souris. Ou, à l'inverse : des os instables, légers et creux, adaptés au vol, chez les manchots et les autruches, qui ne peuvent pas voler.
- Diverses parties du corps vestigiales, comme le fémur et le bassin chez les baleines (l'évolution indique que les ancêtres des baleines vivaient sur terre).
- Turritopsis dohrnii et les espèces du genre Hydra ont une immortalité biologique, mais pas la plupart des animaux.
- De nombreuses espèces ont de forts instincts pour se comporter en réponse à un certain stimulus. La sélection naturelle peut amener les animaux à se comporter de manière préjudiciable lorsqu'ils rencontrent un stimulus supranormal - comme un papillon de nuit volant dans une flamme.
- Les plantes sont vertes et non noires, alors que la chlorophylle absorbe mal la lumière verte et que des plantes noires absorberaient plus d'énergie lumineuse.
- Les baleines et dauphins respirent de l'air, mais vivent dans l'eau, ce qui signifie qu'ils doivent nager fréquemment jusqu'à la surface pour respirer.
- Les albatros ne peuvent ni décoller ni atterrir de manière optimale.